# Drømmeværelset
Drømmeværelset er et tv-program der blev sendt på TV 2 fra 2006-2008, det er et børne design program hvor drengens eller pigens bedste ven eller veninde giver dem et drømmeværelse altså et splinter nyt værelse hvor han eller hun for hjælp af værten Ida Munk Hansen og Designeren Frederikke Aagaard. Men spørgssmålet er bare kan Drengens eller pigens bedste ven eller veninde tag de rigtige beslutninger så de for deres Drømmeværelse.